# Fußball-Weltmeisterschaft 1986/Brasilien
Die brasilianische Fußballnationalmannschaft bei der Fußball-Weltmeisterschaft 1986 in Mexiko:

## Qualifikation
| 2. Juni 1985  | Santa Cruz     | Bolivien  | - | Brasilien | 0:2 | - | Tor(e): Casagrande (56.), Noro (59., Eigentor) |
| 16. Juni 1985 | Asunción       | Paraguay  | - | Brasilien | 0:2 | - | Tor(e): Casagrande (26.), Zico (69.)           |
| 23. Juni 1985 | Rio de Janeiro | Brasilien | - | Paraguay  | 1:1 | - | Tor(e): Socrates (25.), Romero (40.)           |
| 30. Juni 1985 | São Paulo      | Brasilien | - | Bolivien  | 1:1 | - | Tor(e): Careca (19.), Sánchez (74.)            |

## Brasilianisches Aufgebot
| Nr.               | Name                 | Verein vor WM-Beginn      | Geburtstag | Spiele   | Tore     | Gelbe Karte | Rote Karte |
| Torhüter          | Torhüter             | Torhüter                  | Torhüter   | Torhüter | Torhüter | Torhüter    | Torhüter   |
| ----------------- | -------------------- | ------------------------- | ---------- | -------- | -------- | ----------- | ---------- |
| 1                 | Carlos               | Corinthians São Paulo     | 04.03.1956 | 5        | 0        | 0           | 0          |
| 12                | Paulo Vitor          | Fluminense Rio de Janeiro | 07.06.1957 | 0        | 0        | 0           | 0          |
| 22                | Émerson Leão         | Palmeiras São Paulo       | 11.07.1949 | 0        | 0        | 0           | 0          |
| Abwehrspieler     |                      |                           |            |          |          |             |            |
| 2                 | Édson                | Corinthians São Paulo     | 03.07.1959 | 2        | 0        | 0           | 0          |
| 3                 | Oscar                | FC São Paulo              | 20.06.1954 | 0        | 0        | 0           | 0          |
| 4                 | Edinho               | Udinese Calcio            | 05.06.1955 | 5        | 1        | 1           | 0          |
| 6                 | Júnior               | AC Turin                  | 29.06.1954 | 5        | 0        | 0           | 0          |
| 13                | Josimar              | Botafogo FR               | 19.09.1961 | 3        | 2        | 0           | 0          |
| 14                | Júlio César          | Guarani FC                | 08.03.1963 | 5        | 0        | 0           | 0          |
| 16                | Mauro Galvão         | SC Internacional          | 19.12.1961 | 0        | 0        | 0           | 0          |
| 17                | Branco               | Fluminense Rio de Janeiro | 04.04.1964 | 5        | 0        | 1           | 0          |
| Mittelfeldspieler |                      |                           |            |          |          |             |            |
| 5                 | Paulo Roberto Falcão | FC São Paulo              | 16.10.1953 | 2        | 0        | 0           | 0          |
| 10                | Zico                 | Flamengo Rio de Janeiro   | 03.03.1953 | 3        | 0        | 0           | 0          |
| 15                | Alemão               | Botafogo FR               | 22.11.1961 | 5        | 0        | 0           | 0          |
| 18                | Sócrates             | Flamengo Rio de Janeiro   | 19.02.1954 | 5        | 2        | 0           | 0          |
| 20                | Paulo Silas          | FC São Paulo              | 27.08.1965 | 2        | 0        | 0           | 0          |
| 21                | Valdo                | Grêmio Porto Alegre       | 12.01.1964 | 0        | 0        | 0           | 0          |
| Stürmer           |                      |                           |            |          |          |             |            |
| 7                 | Müller               | FC São Paulo              | 31.01.1966 | 5        | 0        | 0           | 0          |
| 8                 | Casagrande           | Corinthians São Paulo     | 15.04.1963 | 3        | 0        | 0           | 0          |
| 9                 | Careca               | FC São Paulo              | 05.10.1960 | 5        | 5        | 1           | 0          |
| 11                | Edivaldo             | Atlético Mineiro          | 13.04.1962 | 0        | 0        | 0           | 0          |
| 19                | Elzo                 | Atlético Mineiro          | 22.01.1961 | 5        | 0        | 0           | 0          |
| Trainer           |                      |                           |            |          |          |             |            |
|                   | Telê Santana         |                           | 26.07.1931 |          |          |             |            |

## Brasilianische Spiele bei der WM 1986

### Vorrunde (Gruppe D)
- Spanien – Brasilien 0:1 – Tor: 0:1 Sócrates (60. Min.)
- Brasilien – Algerien 1:0 – Tor: 1:0 Careca (66. Min.)
- Nordirland – Brasilien 0:3 – Tore: 0:1 Careca (15. Min.), 0:2 Josimar (41. Min.), 0:3 Careca (87. Min.)

Brasilien schloss die Gruppe ohne Punkteverlust und Gegentor als Erster vor Spanien ab.

### Achtelfinale
- Brasilien – Polen 4:0 – Tore: 1:0 Sócrates (30. Min., Elfmeter), 2:0 Josimar (55. Min.), 3:0 Edinho (78. Min.), 4:0 Careca (82. Min., Elfmeter)

### Viertelfinale
- Brasilien – Frankreich 4:5 n. E. – Tore: 1:0 Careca (18. Min.), 1:1 Platini (41. Min.)
  - Schützen im Elfmeterschießen: Sócrates vergibt, 1:2 Stopyra, 2:2 Alemao, 2:3 Amoros, 3:3 Zico, 3:4 Bellone, 4:4 Branco, Platini vergibt, Júlio César vergibt, 4:5 Luis Fernández

Das Viertelfinale zwischen Brasilien und Frankreich ging als Offensivspektakel in die Annalen der Fußball-WM-Geschichte ein. Beide Mannschaften spielten von Beginn an auf ein Tor. Brasilien ging nach einer Kombination über Josimar, Müller und Junior durch Careca in Führung. Platini glich kurz vor der Pause aus. Trotz der enormen Hitze blieb das Spiel auch in der zweiten Hälfte auf hohem Niveau. Der eingewechselte Zico vergab nach einem Foul an Branco 15 Minuten vor Ende der regulären Spielzeit einen Elfmeter. In der Verlängerung konnte kein Team ein Tor schießen. So musste ein Elfmeterschießen entscheiden. Auf brasilianischer Seite vergaben Sócrates (Bats wehrte ab) und Júlio César (Pfosten), bei den Franzosen vergab nur Mittelfeldstar Platini (über das Tor). Der amtierende Europameister Frankreich zog ins Halbfinale ein. Brasilien scheiterte wieder an seinem Vorhaben, den vierten Titel zu holen.